# Andreas Vangstad
Andreas Vangstad, né le 24 mars 1992 à Kristiansand, est un coureur cycliste norvégien.

## Biographie
Andreas Vangstad commence le cyclisme au Kristiansands CK. Il se distingue en 2013 en terminant 6e du championnat de Norvège du contre-la-montre. Il est engagé en tant que stagiaire au sein de l'équipe continentale Plussbank.
En 2014, Andreas Vangstad devient membre à part entière de l'équipe Plussbank, qui prend le nom de Sparebanken Sør. En juin, il se classe troisième du championnat de Norvège du contre-la-montre, à une seconde de la deuxième place occupée par son coéquipier Bjørn Tore Hoem. En juillet, il se classe douzième du contre-la-montre espoirs aux championnats d'Europe. Au mois de septembre, il prend la septième place du championnat du monde du contre-la-montre espoirs, à 48 secondes du vainqueur australien Campbell Flakemore.
En 2015, il se montre à son avantage au printemps en terminant 12e du Hadeland GP et 19e du Ringerike Grand Prix, après un début de saison difficile. Peu de temps après, il s'illustre à un niveau relevé sur le Tour de Norvège. Lors de la dernière étape, disputée sous des conditions météorologiques difficiles, il attaque le peloton dans le dernier tour et s’impose en solitaire,. Au classement général, il se classe cinquième, à plus d'une minute et trente secondes du vainqueur Jesper Hansen.
En fin d'année 2017, l'équipe Sparebanken Sør disparaît. Comme deux de ses coéquipiers, Herman Dahl et Fridtjof Røinås, Andreas Vangstad rejoint la formation Joker Icopal en 2018.

## Palmarès
- 2014
  -  Champion de Norvège du contre-la-montre espoirs
  - 3e du championnat de Norvège du contre-la-montre
  - 7e du championnat du monde du contre-la-montre espoirs
- 2015
  - 5e étape du Tour de Norvège
  - Tour de Fyen
  - Randers Bike Week :
    - Classement général
    - 4e étape

  - 1re étape du Roserittet DNV GP (contre-la-montre)
  - 2e du championnat de Norvège du contre-la-montre
- 2016
  - Sundvolden GP
  - 3e du championnat de Norvège du contre-la-montre
- 2017
  - Prologue du Trophée Joaquim-Agostinho
  - 2e du championnat de Norvège du contre-la-montre
  - 3e de la Classica da Arrábida
  - 3e de la Classica Aldeias do Xisto
- 2018
  - 3e du Sundvolden GP

## Classements mondiaux
| Année                                 | 2014 | 2015 | 2016 | 2017 | 2018  | 2019  |
| ------------------------------------- | ---- | ---- | ---- | ---- | ----- | ----- |
| Classement mondial                    |      |      | 893e | 471e | 1159e | 2989e |
| UCI Europe Tour                       | 871e | 159e | 573e | 252e | 728e  | 1840e |
|                                       |      |      |      |      |       |       |
| Légende : nc = non classéSource : UCI |      |      |      |      |       |       |